# Demerara (cukier)

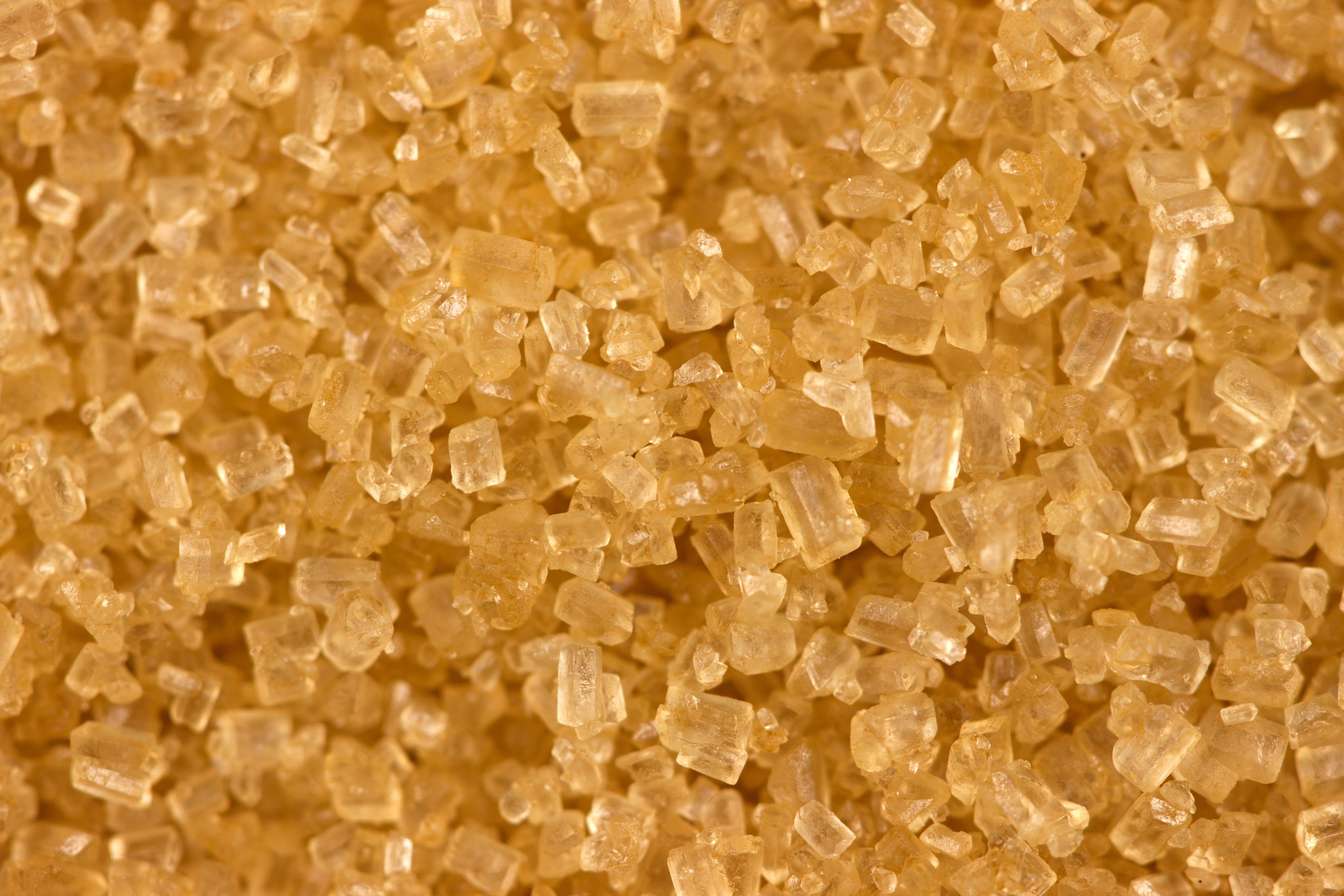

Demerara – rodzaj brązowego, nierafinowanego cukru trzcinowego.
Jego jaśniejszy, złoty odcień wynika z procesu technologicznego produkcji, to jest poddaniu półproduktu wirowaniu w celu usunięcia z niego części nieskrystalizowanego soku (melasy) zawierającego zanieczyszczenia. Nazwa pochodzi od Demerary, dawnej kolonii holenderskiej w obecnej Gujanie, w której rozpoczęto jego produkcję.
Ma charakterystyczny, karmelowy posmak oraz większą wilgotność od innych rodzajów cukru. Zarówno kolor, jak i smak demerara zawdzięcza zawartości melasy.
Stosowany do słodzenia kawy, wypieków, deserów na zimno, jako glazura do mięs oraz składnik sosów i dressingów.